# Йосип Герцберг
Йосип Герцберг (1802, Могилів-Подільський — 1870, там же) — російський письменник єврейського походження, перекладач на іврит.

## Життєпис
Йосип Герцберг народився у 1802 році в українському місті Могильові, яке знаходилось у межах смуги осілості. Активно займався самоосвітою і вже в молоді роки освоїв російську, німецьку, французьку та англійську мови. Основним заняттям, яке приносив йому дохід, була торгівля.
Йосип Герцберг вважається одним із найвидатніших піонерів освіти серед євреїв у Київському генерал-губернаторстві. Він зробив значний внесок в організацію періодичних видань на івриті. Одна з його найважливіших праць — переклад «Гармонії природи» Жака-Анрі Бернарда де Сен-П'єра, опублікований у Вільно під назвою «Сефер сулем ха-тева» (1850) зі схвалення Іцхака Бер-Левінзона. Герцберг також переклав на іврит «Ранкові години, або Лекції про існування Бога» Мойсея Мендельсона, «Критику чистого розуму» Іммануїла Канта, «Палестину» Соломона Мунка та деякі томи «Історії євреїв» Генріха Греца. Помер у 1870 році в Могильові. По собі залишив рукописи віршів, об'єднані у збірку «Алуммат Йосеф», яку, проте, за життя не було опубліковано.